# Монсен, Арильд
Арильд Монсен (норв. Arild Monsen; род. 5 апреля 1962 года, Молде) — норвежский лыжник, чемпион мира.
В Кубке мира Монсен дебютировал в 1982 году, в феврале 1983 года впервые попал в десятку лучших на этапе Кубка мира. Всего в личных гонках имеет на своём счету 6 попаданий в десятку лучших на этапах Кубка мира. Лучшим достижением Монсена в общем итоговом зачёте Кубка мира является 11-е место в сезоне 1982/83.
На чемпионате мира 1985 года завоевал золотую медаль в эстафете, также был 7-м в гонке на 15 км классическим стилем.